# Valentin Bakfark
Valentin [Bálint] Bakfark [Bacfarc, Bakfarc] est un luthiste et compositeur hongrois, né à Brassó, Hongrie (aujourd'hui Brașov, Roumanie) vers 1507 ou vers 1526-1530 et mort à Padoue le 15 août 1576, actif en Europe centrale, en France et en Italie.

## Biographie

### Transylvanie et Pologne
Il est originaire d’un famille allemande acclimatée en Transylvanie, et se fait souvent appeler "Greff alias Bakfark" à partir de 1565. Son père Thomas était luthiste, probablement aussi son frère Michael. Un document de 1536 mentionnant un luthiste envoyé au roi avec son fils se rapporte sans doute à Thomas et à son fils Valentin. Valentin apprit la musique à la cour hongroise du roi Jean Ier de Hongrie (régnant de 1526 à 1540), de son propre père probablement et par un musicien de cour probablement italien dont l’identité n’est pas certaine mais qui pourrait être le Milanais Mathias Marigliano, musicien du pape Léon X qui servit à la cour de Hongrie vers 1538-1544.
Après la mort de Jean Ier de Hongrie (22 juillet 1540), Bakfark reste au service de sa veuve Isabelle Jagellon. Il quitte sa cour en 1549 et passe en Pologne, où il repéré à Königsberg dès mai et juin 1549, jouant avec les musiciens du roi Sigismond II de Pologne (le frère d'Isabelle Jagellon), parmi lesquels il est rapidement admis. Il se marie enfin avec Katharina Narbutowna, une veuve de Vilnius, avant l’été 1551.
C’est probablement en automne 1551, à l’occasion de la visite à Vilnius d’Albert de Brandebourg, duc de Prusse et oncle du roi, que Bakfark peut faire connaissance de ce mécène très actif ; il est en effet repéré peu après à Königsberg et peut l’accompagner lors de ses visites en Pologne. Il peut aussi quitter la cour de Pologne en février 1552 et partir en Allemagne, et rencontrer à cette occasion le prédicateur luthérien Philipp Melanchthon, qui l’introduit auprès des Fugger à Augsbourg. Il ne va pas plus loin qu'Augsbourg, devant retourner en Pologne pour éviter des contrées peu sûres. Il reste quelques mois à la cour de Sigismond II avant de pouvoir repartir pour la France.

### France et Italie
Arrivé à Lyon, à la fin de 1552 probablement, c'est là qu’il publie en 1553 son premier recueil pour luth chez Jacques Moderne, dont la dédicace au cardinal François de Tournon laisse supposer qu’il ait pu faire partie de sa suite. Il ensuite repéré à Paris en mai 1553 puis à la cour papale de Rome, probablement à la suite du cardinal.

### Retour en Pologne
Au printemps 1554 il revient de Venise vers la cour de Pologne à Königsberg, qu’il semble ne plus avoir quittée que pour de courtes absences, essentiellement pour suivre la cour. Sa situation s’améliore, avec un salaire régulièrement augmenté et des cadeaux occasionnels. Les documents révèlent qu’à partir de 1554 Bakfark peut acheter plusieurs propriétés à Vilnius. Il reste au service du roi de Pologne jusqu’en mai ou juin 1565, date à laquelle il fait un voyage à Vienne pour solliciter et obtenir un privilège impérial pour son second livre de luth. Le livre est publié à Cracovie sous le nom de "Greff Bakfark" et portant une dédicace au roi de Pologne, mais Bakfark reste à Cracovie. A la fin de 1565 il décide de se mettre au service de Maximilien II du Saint-Empire, quittant la Pologne en juin 1566, sans qu’on sache les raisons de ce tournant de carrière. Il semble que ses propriétés polonaises, saccagées par des soldats, aient fait les frais de ce revirement.

### Vienne
En été 1566 Bakfark est donc à la cour de Maximilien II, suivant la cour des Habsbourg en Hongrie et en Bohème, dans une position comparable à celle qu’il tenait à Königsberg et toujours très bien payé. Il se remarie avec Juliana Taxear, d’Innsbruck, vers 1567-1568. À cause d’une implication possible dans une rébellion contre Maximilien II, il est arrêté en 1569, vite relâché, et part pour Padoue en décembre de cette année avec sa famille.

### Transylvanie et Padoue
Il entre vers 1569 au service du prince de Transylvanie Jean II de Hongrie, qui saura le récompenser en 1570 avec des propriétés proches de sa résidence de Gyulafehérvár (Alba Iulia) en Roumanie. Peu après la mort du prince, il rejoint Padoue en automne 1571 où sa famille était restée. On suppose qu'il vit là comme musicien indépendant et qu’il a là des élèves parmi les étudiants de l’université. Il meurt avec toute sa famille (sa femme, sa fille et ses trois fils) durant la peste de 1576, et est enterré le 23 août à l’église San-Lorenzo. Son épitaphe mentionne qu’il est mort à 69 ans, ce qui l’aurait fait naître en 1506/1507, mais d’autres sources permettent de situer se date de naissance vers 1526-1530. Son exécuteur testamentaire est le célèbre luthier Wendelin Tieffenbrucker ; il rédige un inventaire de ses biens qui révèle sa bibliothèque de musique et plusieurs tablatures manuscrites. Avec l'aide de la nation germanique de Padoue, Tieffenbrucker fait ériger en 1578 une stèle à la mémoire de Bakfark à San-Lorenzo.

## Œuvres

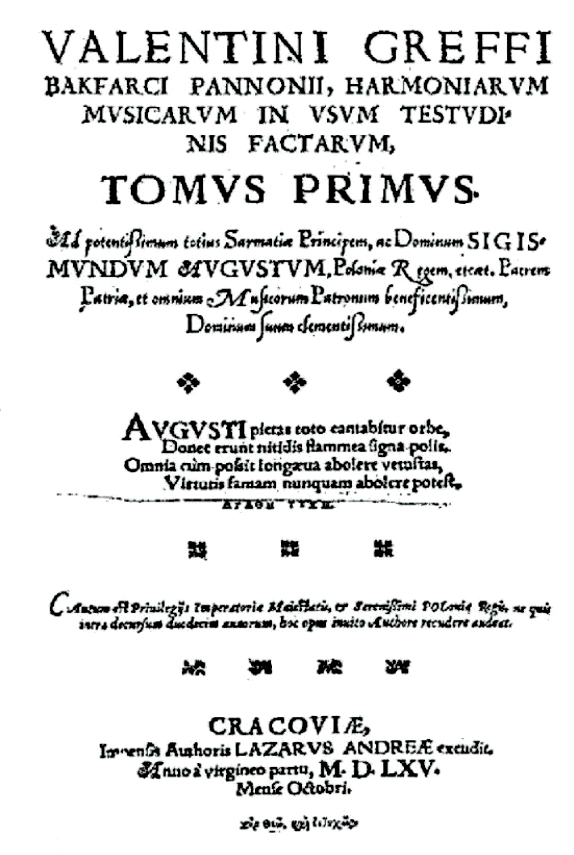
Page de titre de la tablature de 1565.

- Intabulatura Valentini Bacfarc transilvani coronensis liber primus. Lyon : Jacques Moderne, 1553. RISM 155230 = B 722, Pogue 1969 n° 58.

Dédicace au cardinal François de Tournon, archevêque de Lyon. Publié dans les Opera omnia, vol. I. Contient 4 fantaisies dénommées "recercate", 4 motets, 6 chansons et 6 madrigaux. Les fantaisies figurent parmi les premières du genre.
- Premier livre de tabelature de luth contenant plusieurs fantasies, motets, chansons françoises, et madrigalz. Par Vallentin Bacfarc. – Paris : Adrian Le Roy et Robert Ballard, 1564. RISM B 723, Lesure 1955 n° 92. Contient 2 fantaisies, 2 motets et 3 chansons et 3 madrigaux, tous repris de l’édition lyonnaise de 1553.
- Valentini Greffi Bacfarci pannonii, harmoniarum musicarum in usum testudinis factarum, tomus primus. Cracovie : Lazarus Andrea, 1565. RISM 156522 = B 724.

Dédicace au roi Sigismond II de Pologne. Publié dans les Opera omnia vol. II. Contient 3 fantaisies, 8 motets et 1 chansons mis en tablature.
- Idem, Anvers : veuve de Jean Laet, 1569. RISM 156936 = B 725, Weaver 1994 n° 36.
- Quelques pièces diverses, extraites de deux recueils imprimés (RISM 157116 et 157327) ou de sources manuscrites diverses : 2 fantaisies, 7 pièces mises en tablature. Il existe également quelques pièces d’attribution douteuse, essentiellement manuscrites.

L’ensemble est publié dans ses œuvres complètes : Valentini Bakfark opera omnia, ed. István Homolya and Dániel Benkő. Budapest : 1976–82, 3 vol.
Les œuvres de Bakfark consistent essentiellement en mise en tablatures fidèles de chansons, motets et madrigaux publiées à son époque par des compositeurs de stature internationale (tels Josquin des Prés, Clemens non Papa, Jacques Arcadelt ou Nicolas Gombert) ; il a également composé neuf fantaisies au style contrapuntique très travaillé, plus rigoureux que celui de ses prédécesseurs. Ses compositions sont difficiles à interpréter et elles révèlent un goût très sûr de l’ornementation, et n’usent que peu de formules toutes faites si présentes dans la musique des luthistes contemporains.

## Réception
Bakfark figure un luthiste dont la renommée a été européenne. Ses divers postes, ses nombreux voyages et son art très raffiné l’ont rendu célèbre, au point d’être cité dans la littérature, jusque vers la fin du XVIIe siècle. En 1582, le luthiste padouan Giulio Cesare Barbetta incluait dans son livre de luth un Passo’e mezo... detto il bachffart, écrit sur un air de danse allemand.

## Discographie
- The voice of Bakfark : vocal works by Desprez, Clemens Non Papa, Arcadelt etc. & lute intabulations by Valentin Bakfark. István Györi, luth, Ensemble Voces aequales. 1 CD Hungaroton B00OYC2ZS, 2007.
- Valentin Bakfark – Lautenmusik der Renaissance, vol. 2. Dániel Benko . 1 LP Teldec (6.42916), 1983.
- Bakfark – The complete lute music, vol. 3. Dániel Benko, luth. 1 LP Hungaroton (SLPX 11893), 1978.
- Bálint Bakfark lute music. Dániel Benko, luth. 1 CD Hungaroton (HCD 31564-67), 1986 et 1997. Contient 4 fantaisies et 5 motets.
- Bálint Bakfark – Selected lute works. Dániel Benko, luth. 1 CD Hungaroton (HCD 12771-2).
- Lautenwerke sound recording / Valentin Greff Bakfark, Lutz Kirchhof, luth Renaissance, Carol Schlaikjer, soprano, Stephen Grant, baryton ; Sabine Dreier, flûte Renaissance, Susanne Heinrich, viole da gambe. 1 CD Deutsche Harmonia Mundi, 1991 (31 pièces).